# Йожефварош
Йожефварош (венг. Józsefváros) — исторический район Будапешта. Расположен юго-восточнее Бельвароша, исторического центра Пешта, и севернее Ференцвароша. С точки зрения административного деления города занимает VIII район Будапешта.
Йожефварош имеет форму неправильной трапеции, расширяющейся к востоку. Район ограничен с запада Музейным бульваром (Múzeum körút), который является частью полукольца Малых бульваров (Kiskörút), проспектом Юллёи (Üllői út) с юга; кольцевой дорогой Хунгария (Hungária körgyűrű) с востока и проспектами Ракоци (Rákóczi út) и Керепеши (Kerepesi út) с севера.

## История
Название в переводе означает «город Иосифа», район назван в честь императора Иосифа II после его восшествия на престол в 1780 году.
Исторически в районе селились ремесленники и небогатые люди, хотя в западной, наиболее близкой к центру части района, находились и дворцы знати. Большая часть жилого фонда построена в XIX веке, в значительной степени обветшала. В конце XX — начале XXI века было реализовано несколько проектов строительства на месте ветхих строений современных зданий. В 1849 году было основано кладбище Керепеши, занимающее существенную часть площади района, которое позже превратилось в место захоронения выдающихся личностей и самое известное кладбище Будапешта.

## Настоящее время
Численность населения Йожефвароша — 85 173 человека (2012). 89,7 % населения — венгры, на втором месте идут цыгане — 3,4 %. Преобладающая религия — католицизм (46,5 %, из которых 1,7 % грекокатолики); протестанты составляют 15,6 % населения. 35,2 % не религиозны или не дали ответа на вопрос о вероисповедании.
Район исторически считается студенческим, здесь расположено большое количество учебных заведений, включая факультеты Будапештского университета, университета Земмельвайса, протестантского университета Гаспара Кароли, католического университета Петера Пазманя и ряда других учебных заведений. В Йожефвароше находится также крупнейшая библиотека Будапешта — городская библиотека Эрвина Сабо (Fővárosi Szabó Ervin Könyvtár).
Жилые кварталы занимают лишь около трети общей площади района; прочее пространство занято кладбищем Керепеши, учебными корпусами, складскими помещениями вокруг грузовой железнодорожной станции Йожефварош и зелёными насаждениями. В Йожефвароши находится парк Орци (Orczy park), Ботанический сад (Füvészkert) и парковые площади Rezső tér и II János Pál pápa tér (площадь Иоанна Павла II). Крупнейший железнодорожный вокзал Будапешта — Восточный вокзал находится на стыке VII, VIII и XIV районов.
Вместе с тем Йожефварош считается одним из самых социально неблагополучных и криминогенных районов Будапешта.

## Достопримечательности
- Венгерский национальный музей
- Театр Эркеля
- Кладбище Керепеши
- Восточный вокзал
- Бывшее здание военной академии в парке Орци
- Городская библиотека Эрвина Сабо во дворце Венкхеймов